# Australian Government Future Fund
L’Australian Government Future Fund est un fonds souverain australien, créé en 2006. Il est basé à Melbourne.
Au 31 décembre 2019, il est évalué à 168 milliards de dollars australiens soit environ 100 milliards d’euros.